# لوسینه سارگسیان
لوسینه هاملتی سارگسیان (ارمنی: Լուսինե Համլետի Սարգսյան؛ انگلیسی: Lusine Sargsyan) یک بازیگر اهل ارمنستان است. وی از سال‌های میلادی تا کنون مشغول فعالیت بوده است.

## زندگی‌نامه
وی در تئاتر دولتی عروسک خیمه شب‌بازی ایروان فعالیت می‌کند. وی همچنین برندهٔ جوایزی همچون هنرمند افتخاری جمهوری ارمنستان (۲۰۰۹) شده است.